# Cerkowski
Cerkowski (bułg. Церковски) – wieś w Bułgarii, w obwodzie Burgas, w gminie Karnobat. W 2023 roku liczyła 153 mieszkańców.